# TF1 Pub
TF1 PUB, anciennement TF1 Publicité, est une régie publicitaire française créée en avril 1987 durant la période de privatisation de la première chaine nationale historique publique, TF1. En 2019, l'entreprise compte plus de 1200 salariés.

## Histoire
Lors sa privatisation en 1987, TF1 se sépare de la Régie française de publicité, organisme appartenant au service public et crée sa propre régie, en avril de la même année.
En mai 2009, le groupe TF1 annonce préparer le rachat de 40 % des parts de la chaîne privée TMC que possède AB Groupe (Mediawan) ainsi que la totalité des parts de la chaîne privée NT1 (future TFX). L'autorité de la concurrence autorise l'opération le 26 janvier ainsi que le CSA, le 24 mars 2010. Toutefois le Groupe TF1 est soumis à de nombreuses contraintes règlementaires mises en application par le CSA (Arcom) parmi lesquelles, la séparation de la gestion des espaces publicitaires entre les chaînes TF1 et TMC-NT1. Dès lors en réponse à ces dispositions règlementaires, TMC Régie doit être créée en 2010. En 2014, les groupes BeIn Sports et The Walt Disney Company France éditant notamment les chaînes Disney Channel, Disney Cinemagic, Disney Junior et Disney XD quittent la régie de TF1, pour créer leurs propres sociétés publicitaires, BeIn Régie et DisneyMedia+. À partir du 1er janvier 2016, TF1 Publicité assure également la commercialisation des espaces publicitaires des chaînes TMC et NT1 pour se conformer aux contraintes règlementaires. Le 1er janvier 2017, la chaîne nationale privée Numéro 23 intègre NextRégie, contrôlée par SFR Média. Le 12 mai 2017, TF1 annonce la commercialisation de ses espaces publicitaires pour la Belgique, à partir du mois de septembre 2018. Dans cette perspective, TF1 choisit la société Transfer laquelle commercialise déjà les espaces publicitaires des chaînes américaines MTV, National Geographic et Cartoon Network. Toutefois, cette décision ne convient pas à ses concurrents, notamment RTL, dont le dirigeant estime qu'il s'agit d'un « séisme médiatique » et redoutent un appauvrissement du secteur. En décembre 2024, TF1 PUB devient la régie publicitaire de la nouvelle chaîne privée nationale T18, lancée en 2025. En février 2025, TF1 Pub devient également la régie publicitaire de la nouvelle chaîne nationale privée Novo 19.

### Identité visuelle (logo)

Logo de la régie publicitaire de 2013 jusqu'à septembre 2019.
Logo depuis septembre 2019.

## Description de l'activité
À partir de février 2016, TF1 Publicité est dirigée par Régis Ravanas, directeur général adjoint publicité et diversification du Groupe TF1. En novembre 2019, la régie est dirigée par Victor Vergriete mais celui-ci cède sa place à François Pellissier en 2020. 

### Télévisions
TF1 Publicité est la régie publicitaire en charge des espaces publicitaires des chaînes du Groupe TF1 dont TF1, TMC, TFX, TF1 Séries Films, LCI, TV Breizh, Ushuaïa TV et Histoire TV. La régie a géré les espaces publicitaires des chaînes Télétoon, de BeIn Sports, de The Walt Disney Company France dont Disney Channel, Disney Cinemagic, Disney Junior et Disney XD, de la chaîne privée nationale Numéro 23 et de Turner Broadcasting System dont Boomerang, Cartoon Network et Boing. En décembre 2024, TF1 PUB devient la régie publicitaire de T18, chaîne de CMI France, devant commencer à émettre sur la TNT respectivement à partir du 6 juin et de septembre 2025.

### Radios
Pour le secteur de la radio, TF1 Publicité commercialise les espaces du GIE Les Indés Radios ainsi que ceux de MFM Radio. Aux Antilles, la régie dirige les espaces publicitaires de la radio RCI et dans l'océan indien, TF1 tient les espaces de RROI.

### Internet et numérique
TF1 Publicité commercialise des offres déclinées sur cinq vecteurs parmi lesquels la Télédiffusion, la télévision IP, l'écrans d'ordinateur, la tablette numérique et la téléphonie mobile, au travers de différents services : les espaces conventionnels et linéaires, la publicité exploitant la Télévision de rattrapage des programmes des chaînes du Groupe TF1, les formats événementiels, les opérations spéciales de type 360 et les dispositifs de contenus de marques. TF1 Pub a géné les services d'information Metronews et MYTF1News avant leur fusion avec les services de LCI ainsi que la plateforme vidéo Wat.tv.  
La régie de TF1 est présente dans la publicité numérique et assure la régie des sites web du Groupe TF1, MYTF1.fr, TFou.fr, Bouyguestelecom.fr et de Finder Studios, multichannel network spécialisé dans la création et le développement de contenus numériques pour le grand public via les plateformes sociales. TF1 Publicité gère les espaces publicitaires du site de jeux vidéo Twitch. 

## Organisation

### Dirigeants
- Patrick Le Lay : 1987 - 2004 (président)
- Claude Cohen : 1987 - 2004 (directrice générale)
- Claude Cohen : 2004 - 29 octobre 2008 (présidente)
- Laurent Solly : octobre 2008 - avril 2013 (directeur général)
- Laurent-Éric Le Lay : 2013 - février 2016 (directeur général)
- Régis Ravanas : février 2016 - novembre 2019
- Victor Vergriete : novembre 2019 - janvier 2020 (démission)
- François Pellissier : depuis janvier 2020